# Arthur Leblanc (Geiger)
Joseph Arthur Leblanc (auch LeBlanc bzw. Le Blanc; * 18. August 1906 in Saint-Anselme, Québec; † 19. März 1985 in Québec (Stadt)) war ein kanadischer Geiger.

## Leben
Leblanc war der Sohn eines Geigenbauers, der die ersten Instrumente für ihn fertigte und ihm Violinunterricht gab. Bereits im Alter von fünf Jahren galt er als musikalisches Wunderkind, und zehnjährig debütierte er im Opernhaus von Moncton. Von 1914 bis 1923 studierte er am Séminaire de Québec bei Pierre-Chrysologue Desrochers und Joseph-Alexandre Gilbert. 1921 gab er fünf Konzerte als Solist, darunter eines mit dem Orchestre Symphonique de Québec. Im Folgejahr besuchte er die Musikschule der Universität Laval.
1923 unternahm er eine Konzerttournee durch die Neuenglandstaaten mit der Sängerin Désiré Bourque, und in den folgenden zwei Jahren setzte er seine Ausbildung am New England Conservatory of Music bei Richard Burkin, dem Konzertmeister des Boston Symphony Orchestra und bei Felix Winternitz fort. Daneben nahm er in New York Unterricht bei Bernard Sinsheimer.
Als Stipendiat der kanadischen Regierung reiste er 1930 nach Paris und studierte an der École normale de musique de Paris bei Georges Enesco, Maurice Hayot und Jacques Thibaud. Kompositionsunterricht nahm er bei Paul Dukas und Nadia Boulanger. Mit dem Orchester der École normal trat er als Solist unter der Leitung von Alfred Cortot auf. Nachdem er 1934 das Konzertexamen mit Auszeichnung bestanden hatte, unternahm er eine Konzerttournee durch mehrere Städte Frankreichs und der Schweiz und war in der Saison 1935–36 Mitglied der Ersten Violinen im Orchestre symphonique de Paris unter der Leitung von Pierre Monteux.
Nach seiner Rückkehr nach Kanada spielte er 1939 das Violinkonzert von Johannes Brahms mit dem Orchestre Symphonique de Québec und debütierte in der New Yorker Town Hall und in der Carnegie Hall. Begleitet von Jean-Marie Beaudet bzw. Ross Pratt trat er in mehreren Städten Kanadas auf, und betreut von der Agentur Columbia Concerts unternahm er zwischen 1941 und 1946 Tourneen durch die USA, teil gemeinsam mit Musikern wie Rose Bampton, Richard Crooks, Gregor Piatigorsky und Bidu Sayão. 1941 trat er im Weißen Haus vor Präsident Franklin D. Roosevelt auf.
Darius Milhaud komponierte für Leblanc sein Zweites Violinkonzert, das dieser 1948 am Théâtre des Champs-Élysées mit dem Orchestre de la Société des Concerts du Conservatoire unter Leitung von André Cluytens uraufführte. Die nordamerikanische Erstaufführung spielte er im Januar 1953 mit dem Orchestre symphonique de Montréal unter der Leitung von Désiré Defauw. Aus gesundheitlichen Gründen musste er ab 1953 seine Konzertreisen einstellen, trat aber noch im Hörfunk und Fernsehen u. a. mit John Newmark und Charles Reiner auf. Mit Reiner spielte er in den 1950er und 1960er Jahren auch Aufnahmen ein.
1985 wurde an der Université de Moncton das Streichquartett Quatuor Arthut-LeBlanc gegründet. 1987 wurde er Berg östlich von Chicoutimi nach Leblanc benannt.